# Tomàs Jofresa i Prats
Tomàs Jofresa i Prats   (Barcelona, 25 de gener de 1970) és un ex jugador de bàsquet català, fill de Josep Maria Jofresa Puig i Lita Prats Gimeno, jugadora d'handbol, també és germà de Rafael Jofresa. Amb 1.85 d'alçada, va ser un innovador en la seva etapa ACB, no només per la seva estètica, pentinat emulant Grace Jones, sinó també per ser un base amb una explosivitat i carisma poc habitual en aquella època.
Va iniciar la seva carrera esportiva al Joventut de Badalona, seguint l'estela del seu pare i molt guiat per ell. En la dècada dels noranta, va destacar dins de la pista per la qualitat del seu joc, el seu fort caràcter i per ser un dels primers bases espanyols en esmaixar. De fet, a la temporada 90-91 es va presentar al concurs d'esmaixades de l'All Star de Saragossa. Va ser internacional per Espanya en totes les categories sent integrant de la selecció Espanyola absoluta en 29 ocasions, i va participar als Jocs Olímpics de Barcelona 1992, i als Eurobaskets '93 i '97.
Amb el club de la seva vida, el Joventut de Badalona, ho guanyaria tot sent un jugador clau a l'equip: 1 Eurolliga, 2 Korac, 2 lligues ACB i 2 Copes Príncep d'Astúries.
Va ser inclòs en el quintet ideal de dues Final Four de l'Eurolliga, a Istambul 1992 i Tel.Aviv 94 on el Joventut de Badalona es va proclamar campió d´Europa.
Després de deixar Badalona després de nou temporades com a professional al club verd-i-negre, Tomás va jugar una temporada i mitja a Unicaja de Màlaga, i mitja temporada a CB Granada.
La temporada 98-99 fitxa per la Benetton de Treviso, de la mà de Zeljko Obradovic, amb qui va ser campió de l'Eurolliga amb el Joventut. A Treviso guanya una Copa Saporta (antiga Recopa d'Europa).
Després de la seva aventura a Itàlia, Tomás fitxa pel Gijón Bàsquet on qualla 2 grans campanyes, especialment la primera.
La seva última temporada a l'ACB va ser al Casademont Girona, rendint també a un gran nivell.
La 2002-03 les va jugar al Panellinios GS grec, i el 2003, al Benfica, va posar fi a una trajectòria envejable com a jugador professional. Llegenda a Badalona i amb un palmarès envejable.
Durant 8 anys va retransmetre els partits de bàsquet del Vive Menorca ACB per al canal autonòmic balear IB3 i del Lucentum Alacant per a la televisió valenciana Canal 9.
Actualment resideix a Menorca, concretament a Ferreries, que defineix com el seu paradís particular.
Participa en la creació d'activitats de cursos de formació, conferències, activitats team-building i disseny i l'organització d'esdeveniments, dinàmiques i activitats formatives complementàries a reunions d'empresa. Especialment s´identifica amb el sentit de pertenença, la gestió de l'adversitat i el treball en equip.

## Palmarès
- 1 Eurolliga
- 1 Copa Saporta (antiga Recopa d'Europa de bàsquet)
- 1 Copa Korac
- 2 Lligues ACB
- 2 Copes
- 29 participacions amb la selecció espanyola.
- 2 vegades designat per la premsa esportiva internacional com integrant del cinc ideal de la Final Four, a Istambul 92 i Tel-Aviv 94, on va aconseguir l'Eurolliga amb el Joventut de Badalona.